# Archiwizacja danych
Archiwizacja danych (ang. data archiving) – czynność przeniesienia danych w inne miejsce w pamięci masowej, w celu ich długotrwałego przechowywania. Często mylone z kopią bezpieczeństwa. W procesie archiwizacji dane starsze, rzadziej używane, przenoszone są na wolniejsze, tańsze nośniki danych. Wykorzystuje się przy tym tzw. hierarchiczne zarządzanie pamięcią masową.

## Zakres archiwizacji danych
Archiwizacja danych może obejmować:
- dane tworzone i przechowywane bezpośrednio przez użytkownika komputera,
- pliki danych tworzone przez bazy danych,
- dane zapisane na wybranej partycji,
- dane zapisane na całym dysku twardym.

## Sposoby przeprowadzania archiwizacji danych
Archiwizację przeprowadza się w regularnych odstępach czasu. Aby zmniejszyć objętość archiwizowanych danych, poddawane są one kompresji i deduplikacji. Do przeprowadzenia archiwizacji wykorzystywane jest specjalistyczne oprogramowanie. Przed przystąpieniem do archiwizacji należy określić jej parametry.
Podstawowe parametry archiwizacji to:
- okres, jaki będzie podlegał archiwizacji (np. dane starsze niż rok),
- czas przechowywania (retencji) danych lub jego brak, po którym dane zostaną usunięte z archiwum,
- czy archiwum będzie tylko do odczytu, czy również do zapisu.

Można stosować wiele polityk archiwizacji z różnymi czasami retencji danych w zależności od potrzeb.
Niektóre rodzaje archiwizacji danych cyfrowych:
- archiwizacja poczty elektronicznej,
- archiwizacja cyfrowego obiegu dokumentów,
- archiwizacja zawartości stron WWW,
- archiwizacja baz danych.

Sposób i rodzaj archiwizacji danych jest ściśle związany z potrzebami użytkownika, systemem operacyjnym, kosztami, wymaganym czasem oraz dostępnym oprogramowaniem. Dlatego, dane poddane kompresji bądź podzielone na archiwa przyrostowe, mogą wydłużyć taki proces, ale jednocześnie zajmują mniej miejsca na nośniku danych i są przez to mniej kosztowne.
Największym, ogólnodostępnym archiwum jest The Internet Archive, organizacja non-profit zajmująca się archiwizacją dokumentów tekstowych, dźwiękowych, obrazów oraz stron WWW i legalnie dostępnego oprogramowania umieszczanego w sieci.

## Techniczne realizacje archiwizacji danych
- archiwizacja na nośnikach wymiennych, np. dyskietce, płycie CD-R, płycie DVD-R,
- archiwizacja na innym dysku tego samego komputera,
- archiwizacja na taśmie magnetycznej, RDX,
- archiwizacja na innym komputerze, np. serwerze plików
- archiwizacja online

## Archiwizacja abackup
W języku polskim określenia: „backup” i „archiwizacja danych” są (często mylnie) stosowane zamiennie. Jednak w języku angielskim „backup” i „data archiving” określają różne działania. Podobnie w języku polskim kopia bezpieczeństwa i archiwizacja danych. „Backup” dotyczy tworzenia kopii bezpieczeństwa danych w celu ich odtworzenia po utracie lub uszkodzeniu, natomiast „data archiving” oznacza proces tzw. warstwowania danych, czyli ich dzielenia na dane aktywne, nieaktywne i referencyjne, a następnie zapisywania w odpowiednich obszarach zapisu. Dostęp do tak podzielonych danych można zróżnicować, np. dane transakcyjne będą miały krótki, a dane historyczne długi czas dostępu, co ma swoje uzasadnienie np. w przypadku prowadzenia działalności gospodarczej. Proces archiwizacji danych od kopii bezpieczeństwa odróżnia to, iż dane archiwizowane są przenoszone (np. na inny nośnik), ale przeważnie są nadal dostępne dla użytkowników w postaci referencji. W procesie tworzenia kopii bezpieczeństwa dane są kopiowane w inne miejsce i nie są bezpośrednio dostępne dla użytkowników, ale pierwotne dane nadal pozostają w oryginalnym miejscu. Dane zarchiwizowane nadal muszą podlegać procesom kopii bezpieczeństwa. W zależności od tego, czy archiwum jest tworzone jako tylko do odczytu, czy również do zapisu, kopię bezpieczeństwa wykonuje się raz lub z mniejszą częstotliwością niż dla danych niearchiwizowanych.